# オキシインドール
オキシインドール（oxindole、オキシンドール）は、芳香族複素環式有機化合物の一つである。6員環ベンゼン環とが5員環の窒素を含む環と縮合した二環性構造を有する。化合物の構造はインドリンを基にしているが、5員環の2位にカルボニル基が存在する。

## 関連する芳香族化合物
- インドリン
- インドール
- インデン
- ベンゾフラン
- イソインドリン
- カルボリン
- イサチン
- メチルインドール
- カルバゾール
- ピロール
- スカトール
- ベンゼン